# 12386 Nikolova
12386 Nikolova este un asteroid din centura principală de asteroizi.

## Descriere
12386 Nikolova este un asteroid din centura principală de asteroizi. A fost descoperit pe 28 octombrie 1994 la Kitt Peak National Observatory în cadrul proiectului Spacewatch. Asteroidul prezintă o orbită caracterizată de o semiaxă mare de 2,84 ua, o excentricitate de 0,15 și o înclinație de 3,1° în raport cu ecliptica.